# جون ميخائيل هايز
جون ميخائيل هايز (بالإنجليزية: John Michael Hayes)‏ هو كاتب سيناريو أمريكي، ولد في 11 مايو 1919 في ورسستر في الولايات المتحدة، وتوفي في 19 نوفمبر 2008 في هانوفر في الولايات المتحدة.

## وصلات خارجية
- جون ميخائيل هايز على موقع IMDb (الإنجليزية)
- جون ميخائيل هايز على موقع ألو سيني (الفرنسية)
- جون ميخائيل هايز على موقع تيرنر كلاسيك موفيز (الإنجليزية)
- جون ميخائيل هايز على موقع أول موفي (الإنجليزية)
- جون ميخائيل هايز على موقع قاعدة بيانات الأفلام السويدية (السويدية)
- جون ميخائيل هايز على موقع قاعدة بيانات الفيلم (الإنجليزية)
- جون ميخائيل هايز على موقع كينوبويسك (الروسية)